# Gheorghe Vrabie (artist)
Gheorghe Vrabie (n. 21 martie 1939, Călinești, județul Bălți – d. 31 martie 2016, Chișinău) a fost un artist plastic, grafician din Republica Moldova, autorul Stemei de Stat a Republicii Moldova, al Stemei și al Drapelului municipiului Chișinău, al valutei naționale și a fost supranumit "Tatăl leului moldovenesc”.
A studiat la Academia de Pictură, Arhitectură, Sculptură „I. Repin” din Sankt Peterburg, în perioada 1962-1967. A debutat în 1961. A ilustrat pe parcursul anilor mai multe volume din literatura romană și universală. Interesul artistului s-a îndreptat spre asemenea autori ca Mihai Eminescu, Ion Druță, Grigore Vieru, Dante, Longos, Paul Valery. Grafica de carte semnată de Gheorghe Vrabie se remarcă prin siguranța liniei, precizia subiectului, rafinamentul executării.
Gheorghe Vrabie a realizat ciclul de lucrări intitulat „Hipismul”. Împreună cu soția sa, Dorina Cojocaru  face mai multe lucrări în mozaic.
A deschis expoziții personale în Republica Moldova și în străinătate. Printre acestea se numără cele inaugurate la Uniunea Scriitorilor, Muzeul Național de Istorie și Arheologie, Casa Naționalităților, Ambasada României în Republica Moldova, Biblioteca Națională, Centrul de Expoziții „Constantin Brâncuși” al UAP. A expus  la Galeria de artă de la „Casa Cărții” din Iași, la Casa centrală a Scriitorilor din Moscova, în Sala Centrală a Uniunii Artiștilor Plastici din Odesa.
Gheorghe Vrabie a participat la manifestări expoziționale la București, Moscova, Sankt-Petersburg, Bratisalava, Viena, Washington, Alma-Ata, Plovdiv, precum și în orașe din România (Bacău, Botoșani, Moinești). De-a lungul timpul a fost invitat la diverse tabere de creație, ateliere, simpozioane în România, Federația Rusă, Letonia, Lituania, Ungaria.
Vrabie a obținut Premiul I pentru grafică la concursul organizat de Academia de Artă din Sankt Petersburg - 1964, Premiul concursului organizat pentru elaborarea stemei de Stat a Republicii Modova- 1990, Premiul Uniunii Artiștilor Plastici din Moldova - 1999. În 1998 a primit distincția Maestru în Artă, iar în 2000 - medalia Eminescu.
În 2010, Gheorghe Vrabie a fost decorat cu cea mai înaltă decorație de stat a Republicii Moldova, „Cavalerul Ordinului Republicii”.